# Cecil van Haanen

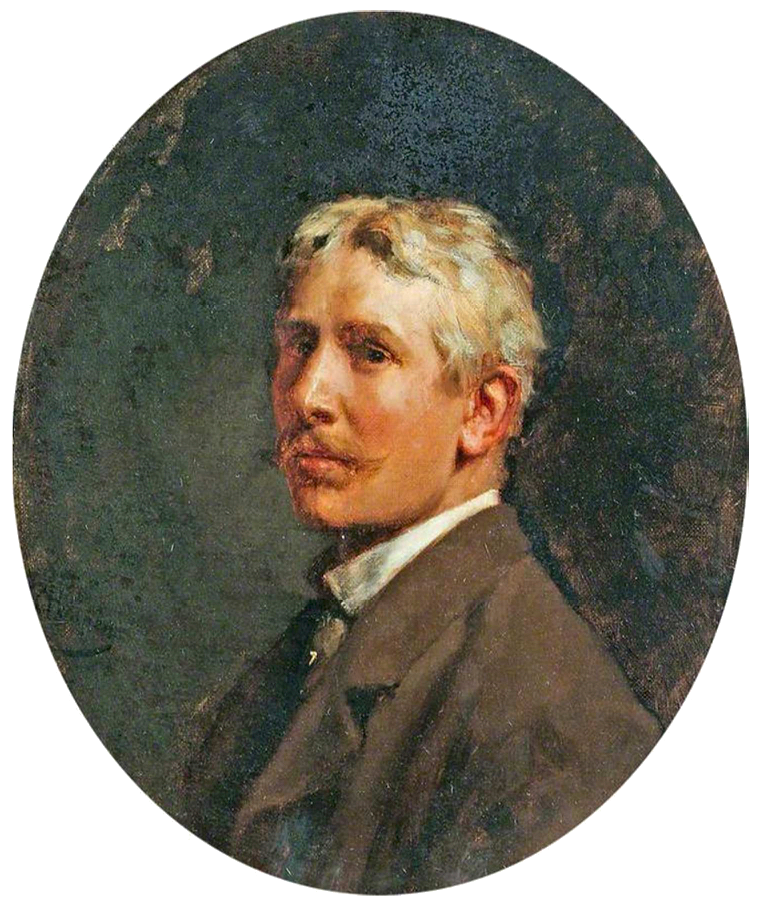
Selbstporträt, 1885

Cecil van Haanen (* 3. November 1844 in Wien; † 24. September 1914 ebenda) war ein österreichischer Porträt- und Genremaler.

## Leben
Cecilus van Haanen war der Sohn von Remigius Adrianus Haanen und Emilie Mayer von Alsó-Rußbach. Er wurde früh von seinem Vater und von Friedrich Schilcher  ausgebildet und ab April 1854 an der Vorschule der Wiener Akademie bei Peter Johann Nepomuk Geiger herangebildet. Von 1864 bis 1865 besuchte er die Karlsruher Kunstschule, an der Ludwig des Coudres und Johann Wilhelm Schirmer lehrten. Danach bemühte er sich um die Aufnahme in die Malerschule von Carl Theodor von Piloty in München. In München wurde er von Hermann Anschütz unterrichtet. Hier befreundete er sich auch mit dem Maler Wilhelm Leibl. 1866 siedelte er für sechs Jahre nach Antwerpen über. Mit Henri van Lerius hatte er erstmals einen Lehrer, der sich neben Historien- und Porträtmalerei auch mit Genremalerei befasst, ein Thema, das für seine Malerei in Venedig unter anderen Voraussetzungen bestimmend wurde. Ab 1873 lebte er überwiegend in Venedig.  Percy E.Pinkerton berichtete, dass van Haanen mehrere Monate in London verbracht hat und als Illustrator bei mehreren angesehenen Magazinen dort arbeitete.
Nach dem Tod seiner Mutter war sein Freund, der Internist Julius von Mannaberg (1860–1941), sein wichtigstes Bindeglied zu Wien und sein Testamentsvollstrecker. Am 24. September 1914 starb Cecil van Haanen in Wien und wurde auf dem Wiener Zentralfriedhof beerdigt.

## Werke

### Werke (Auswahl)

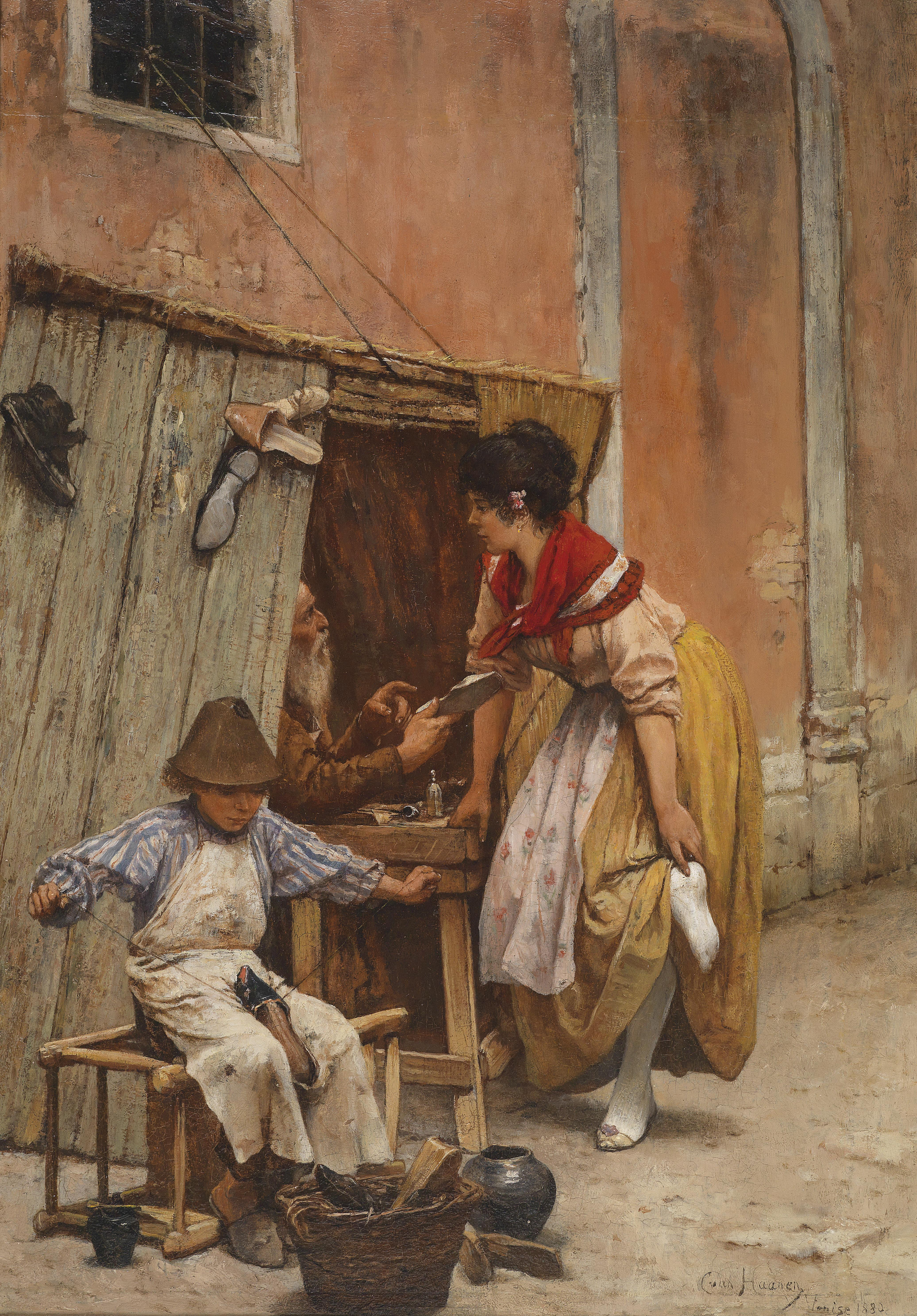
Der Schuh drückt. (Venedig 1880, Öl auf Holz)

- Das liebes Orakel. (1840, Öl auf Leinwand) Dorotheum
- Kopf eines jungen Mädchens. Venedig um 1870
- Anprobe. (Öl auf Holz)
- Selbstporträt. (1885 Öl auf Leinwand) Aberdeen Art Gallery & Museums
- Ein Zigeuner Mädchen. (Öl auf Leinwand). University of Dundee Fine Art Collections
- Mädchen. (Aquarellzeichnung und Bleistift)
- Mädchen aus Chioggia. (Öl auf Leinwand)

### Briefe
- Cecil van Haanen an Unbekannt. Wien, den 22. Februar 1873.[9]
- Cecil van Haanen an Leopold Carl Müller. Den 8. Dezember 1885.[10]